# Франк Ури
Франк Ури (нем. Franken) — денежная единица швейцарского кантона Ури в 1811—1850 годах. Франк = 10 батценов = 100 раппенов.

## История
Кантон Ури, приостановивший чеканку собственных монет в 1736 году, возобновил её в 1811 году. Новые монеты кантона чеканились только один год и не играли значительной роли в денежном обращении, где в основном использовались иностранные монеты.
Конституция Швейцарии, принятая в 1848 году, устанавливала исключительное право федерального правительства на чеканку монеты. 7 мая 1850 года был принят федеральный закон о чеканке монет, в том же году начата чеканка швейцарских монет.
Банки кантона банкноты в 1811—1877 годах не выпускали. В 1878 году начала выпуск банкнот Esparniss-Cassa des Kantons Uri, основанная в 1837 году. В 1910 году выпуск банкнот был прекращён.

## Монеты
| Аверс | Реверс | Номинал                | Диаметр, мм | Толщина, мм | Масса, г | Металл  | Гурт | Годы чеканки | Тираж  |
| ----- | ------ | ---------------------- | ----------- | ----------- | -------- | ------- | ---- | ------------ | ------ |
|       |        | 1 раппен               |             |             |          | Биллон  |      | 1811         | 19 000 |
|       |        | 1⁄2 батцена            |             |             |          | Биллон  |      | 1811         | 15 000 |
|       |        | 1 батцен — 10 раппенов |             |             |          | Биллон  |      | 1811         | 20 000 |
|       |        | 2 батцена              |             |             |          | Серебро |      | 1811         | 4995   |
|       |        | 4 батцена              |             |             |          | Серебро |      | 1811         | 3510   |